# Гађешти (Вранча)
Гађешти (рум. Găgești) насеље је у Румунији у округу Вранча у општини Болотешти. Oпштина се налази на надморској висини од 155 m.

## Становништво
Према подацима из 2002. године у насељу је живело 1392 становника, од којих су сви румунске националности.